# Neogea
Neogea is een geslacht van spinnen uit de  familie van de wielwebspinnen (Araneidae).

## Soorten
- Neogea egregia (Kulczyński, 1911)
- Neogea nocticolor (Thorell, 1887)
- Neogea yunnanensis Yin et al., 1990